# Freguesia de Nossa Senhora de Fátima

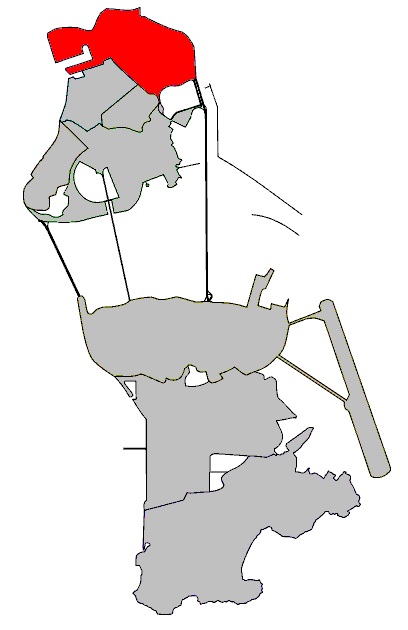
Localisation de la Freguesia de Nossa Senhora de Fatima

La Freguesia de Nossa Senhora de Fátima (Macao) est l'une des sept Freguesias de Macao et est située dans le sud-est de la péninsule de Macao. Elle n'a pas de pouvoirs administratifs, mais est reconnue par le gouvernement comme purement symbolique.
Il s'agit de la deuxième plus grande freguesia et possède une superficie d'environ 3,2 kilomètres carrés, soit 34,4 % de la superficie de la péninsule (environ 9,3 km ²). Elle est la plus peuplée de la ville de Macao, avec environ 180,5 mille habitants et possède donc la deuxième plus grande densité de population de la péninsule, avec près de 58,2 habitants par kilomètre carré. La plupart de ces terres ont été formés par des dépôts de boue.
Elle est divisée vulgairement dans plusieurs zones :
- Île Verte
- Toi San
- Hippodrome
- Zone noire
- Mong-Há
- District de Fai Chi Kei
- Portas do Cerco, où est situé le poste frontière avec du même nom entre Macao et Zhuhai (Chine)
- Iao Hon

Cette Freguesia ne fut développée qu'au cours du XXe siècle, principalement à partir des années 1970 et près de la moitié des plantes à Macao s'y trouvent. Auparavant, elle était occupée par des champs de cultures.
Elle est limitrophe au sud-ouest de la Freguesia de Santo António et au sud-est par la Freguesia de São Lázaro.

## Principaux bâtiments
- Église de Nossa Senhora de Fátima
- Igreja de S. Francisco Xavier (Mong-Há)
- Cynodrome (estabelecimento onde se realiza as corridas de cães)
- Posto Fronteiriço das Portas do Cerco
- Fortaleza de Mong-Há
- Temple de Kun Iam Tong
- Temple de Kun Iam Tchai et de Seng Wong